# Jiří Brdečka
Jiří Brdečka   (Hranice, 24 de desembre de 1917 - Praga, 2 de juny de 1982) va ser un escriptor, artista i director de cinema txec.

## Biografia
Va néixer en una família il·lustrada; el seu pare, Otakar Brdečka, va escriure sota el pseudònim Alfa. Brdečka va estudiar a la Universitat Carolina e Praga fins que l'[[[ocupació alemanya de Txecoslovàquia]] va forçar el tancament de l'escola el 1939. Després es va convertir en secretari administratiu al Museu Municipal de Praga (Městském muzeu v Praze) i va trobar treballs ocasionals com a periodista i dibuixant de diaris. Va treballar com a agent de premsa de l'estudi Lucernafilm des de l'estiu de 1941 fins a finals de 1942. El 1943 Brdečka va treballar com a animador i el 1949 va treballar com a director de cinema i guionista als Estudis Barrandov. Va començar a dirigir pel·lícules d'animació pel seu compte el 1958.
Entre els seus crètis hi ha Pérák a SS, Císařův slavík, Císařův pekař a pekařův císař, Ztracenci, Vynalez zkazy, Sen noci svatojánské, El baró fantàstic, Až prijde kocour, Limonádový Joe aneb Koňská opera, Adéla ještě nevečeřela, i Tajemství hradu v Karpatech. El treball de Brdečka's està marcada pel seu divertit humor intel·lectual, sovint presentant un ús extensiu d'hipèrboles, sàtira i il·lusions literàries.
El 1952 Brdečka va ternir una filla, l'escriptora i intel·lectual Tereza Brdečková. Brdečka va morir el 1982 a Praga.